# (666) Desdemona
(666) Desdemona ist ein Asteroid des Hauptgürtels, der am 23. Juli 1908 vom deutschen Astronomen August Kopff in Heidelberg entdeckt wurde. 
Der Asteroid ist nach der Figur Desdemona aus William Shakespeares Drama Othello benannt.